# Manuel Esquivel
Manuel Esquivel, född 2 maj 1940 i Belize City, död 10 februari 2022 i Belize City, var en belizisk politiker. Han var Belizes premiärminister under två perioder, 1984–1989 samt 1993–1998.